# František Musil
František Musil (* 17. prosince 1964 Pardubice) je bývalý profesionální hokejový obránce, trenér a bývalý amatérský skaut týmu Edmonton Oilers. Ve Spojených státech byl známý pod jménem Frank Musil.

## Hráčská kariéra
Již v roce 1983 si pardubického zadáka draftovala Minnesota North Stars. V té době jako osmnáctiletý, získal stříbro na mistrovství světa a o dva roky později dokonce zlatou medaili v Praze. Protože NHL pro Musila byla velkým lákadlem, rozhodl se pro emigraci. A tak v roce 1986 „utíká“ z dresu jihlavské Dukly do Minnesoty. V tomto týmu vydržel do sezóny 1990–91, uprostřed které byl vyměněn do týmu Calgary Flames. Zde setrval do sezóny 1994–95. Tehdy v NHL došlo k výluce, která trvala 103 dní (do 11. ledna 1995). Musil se se vrátil na starý kontinent – do německého Saxonia Foxes a následně do pražské Sparty. Avšak již následující sezónu se vrátil do NHL, tentokrát do Ottawa Senators, ve které vydržel 2 léta. Od sezóny 1997–98 nastaly pro Musila nestálé časy, ve kterých vystřídal týmy jako Edmonton Oilers, Detroit Vipers a Indianapolis Ice z IHL a na dva roky opět Edmonton Oilers ve kterém po sezóně 2000–01 ukončil kariéru.

## Trenérská kariéra
Dvakrát působil jako asistent trenéra Aloise Hadamczika u české reprezentace. Naposledy na OH 2014, kde však mužstvo nesplnilo cíl v podobě medaile a hlavní trenér se dostal pod ostrou palbu médií. Kvůli tomu se rozhodl rezignovat a s ním skončil i celý jeho realizační tým.

## Osobní život
Musil se oženil s Andreou Holíkovou, sestrou Bobbyho Holíka.

## Ocenění a úspěchy
- 1984 MSJ – All-Star Tým
- 1992 MS – All-Star Tým
- 2002 1.ČHL – Nejtrestanější hráč v playoff

## Prvenství
- Debut v NHL – 11. října 1986 (Quebec Nordiques proti Minnesota North Stars)
- První asistence v NHL– 16. října 1986 (Minnesota North Stars proti Boston Bruins)
- První gól v NHL – 28. října 1986 (Minnesota North Stars proti Calgary Flames, brankáři Mike Vernon)

## Klubová statistika
| Sezóna       | Klub                  | Soutěž       |     | Základní část | Základní část | Základní část | Základní část | Základní část |   | Play off | Play off | Play off | Play off | Play off |
| Sezóna       | Klub                  | Soutěž       | Z   | G             | A             | B             | TM            | Z             | G | A        | B        | TM       |          |          |
| 1980–1981    | TJ Tesla Pardubice    | ČSHL         | 2   | 0             | 0             | 0             | 0             | –             | – | –        | –        | –        |          |          |
| 1981–1982    | TJ Tesla Pardubice    | ČSHL         | 35  | 1             | 3             | 4             | 34            | –             | – | –        | –        | –        |          |          |
| 1982–1983    | TJ Tesla Pardubice    | ČSHL         | 33  | 1             | 2             | 3             | 44            | –             | – | –        | –        | –        |          |          |
| 1983–1984    | TJ Tesla Pardubice    | ČSHL         | 37  | 4             | 8             | 12            | 72            | –             | – | –        | –        | –        |          |          |
| 1984–1985    | HC Dukla Jihlava      | ČSHL         | 44  | 4             | 6             | 10            | 76            | –             | – | –        | –        | –        |          |          |
| 1985–1986    | HC Dukla Jihlava      | ČSHL         | 34  | 4             | 7             | 11            | 42            | –             | – | –        | –        | –        |          |          |
| 1986–1987    | Minnesota North Stars | NHL          | 72  | 2             | 9             | 11            | 148           | –             | – | –        | –        | –        |          |          |
| 1987–1988    | Minnesota North Stars | NHL          | 80  | 9             | 8             | 17            | 213           | –             | – | –        | –        | –        |          |          |
| 1988–1989    | Minnesota North Stars | NHL          | 55  | 1             | 19            | 20            | 54            | 5             | 1 | 1        | 2        | 4        |          |          |
| 1989–1990    | Minnesota North Stars | NHL          | 56  | 2             | 8             | 10            | 109           | 4             | 0 | 0        | 0        | 14       |          |          |
| 1990–1991    | Minnesota North Stars | NHL          | 8   | 0             | 2             | 2             | 23            | –             | – | –        | –        | –        |          |          |
| 1990–1991    | Calgary Flames        | NHL          | 67  | 7             | 14            | 21            | 160           | 7             | 0 | 0        | 0        | 10       |          |          |
| 1991–1992    | Calgary Flames        | NHL          | 78  | 4             | 8             | 12            | 103           | –             | – | –        | –        | –        |          |          |
| 1992–1993    | Calgary Flames        | NHL          | 80  | 6             | 10            | 16            | 131           | 6             | 1 | 1        | 2        | 7        |          |          |
| 1993–1994    | Calgary Flames        | NHL          | 75  | 1             | 8             | 9             | 50            | 7             | 0 | 1        | 1        | 4        |          |          |
| 1994–1995    | HC Sparta Praha       | ČHL          | 19  | 1             | 4             | 5             | 50            | –             | – | –        | –        | –        |          |          |
| 1994–1995    | ESG Füchse Sachsen    | DEL          | 1   | 0             | 0             | 0             | 2             | –             | – | –        | –        | –        |          |          |
| 1994–1995    | Calgary Flames        | NHL          | 35  | 0             | 5             | 5             | 61            | 5             | 0 | 1        | 1        | 0        |          |          |
| 1995–1996    | HC Karlovy Vary       | 1.ČHL        | 16  | 7             | 4             | 11            | 16            | –             | – | –        | –        | –        |          |          |
| 1995–1996    | Ottawa Senators       | NHL          | 65  | 1             | 3             | 4             | 85            | –             | – | –        | –        | –        |          |          |
| 1996–1997    | Ottawa Senators       | NHL          | 57  | 0             | 5             | 5             | 58            | –             | – | –        | –        | –        |          |          |
| 1997–1998    | Indianapolis Ice      | IHL          | 52  | 5             | 8             | 13            | 122           | –             | – | –        | –        | –        |          |          |
| 1997–1998    | Detroit Vipers        | IHL          | 9   | 0             | 0             | 0             | 6             | –             | – | –        | –        | –        |          |          |
| 1997–1998    | Edmonton Oilers       | NHL          | 17  | 1             | 2             | 3             | 8             | 7             | 0 | 0        | 0        | 6        |          |          |
| 1998–1999    | Edmonton Oilers       | NHL          | 39  | 0             | 3             | 3             | 34            | 1             | 0 | 0        | 0        | 2        |          |          |
| 2000–2001    | Edmonton Oilers       | NHL          | 13  | 0             | 2             | 2             | 4             | –             | – | –        | –        | –        |          |          |
| 2001–2002    | HC Dukla Jihlava      | 1.ČHL        | 3   | 0             | 1             | 1             | 54            | 13            | 0 | 2        | 2        | 47       |          |          |
| Celkem v NHL | Celkem v NHL          | Celkem v NHL | 797 | 34            | 106           | 140           | 1241          | 42            | 2 | 4        | 6        | 47       |          |          |

## Reprezentace
Později na mistrovství 2006, 2007 a 2008 se František Musil objevil na pozici asistenta trenéra České hokejové reprezentace.
| Rok                       | Tým                       | Soutěž                    | Z  | G | A | B  | TM  |
| ------------------------- | ------------------------- | ------------------------- | -- | - | - | -- | --- |
| 1981                      | Československo 18         | MEJ                       | 5  | 0 | 2 | 2  | 6   |
| 1982                      | Československo 20         | MSJ                       | 7  | 1 | 1 | 2  | 8   |
| 1982                      | Československo 18         | MEJ                       | 5  | 1 | 2 | 3  | 12  |
| 1983                      | Československo 20         | MSJ                       | 6  | 0 | 2 | 2  | 8   |
| 1983                      | Československo            | MS                        | 4  | 0 | 1 | 1  | 6   |
| 1984                      | Československo 20         | MSJ                       | 7  | 0 | 2 | 2  | 10  |
| 1984                      | Československo            | KP                        | 5  | 0 | 1 | 1  | 4   |
| 1985                      | Československo            | MS                        | 10 | 1 | 1 | 2  | 12  |
| 1986                      | Československo            | MS                        | 10 | 0 | 2 | 2  | 20  |
| 1991                      | Československo            | MS                        | 10 | 2 | 0 | 2  | 20  |
| 1991                      | Československo            | KP                        | 5  | 0 | 0 | 0  | 6   |
| 1992                      | Československo            | MS                        | 7  | 3 | 1 | 4  | 26  |
| 1994                      | Česko                     | MS                        | 2  | 0 | 0 | 0  | 2   |
| Juniorská kariéra celkově | Juniorská kariéra celkově | Juniorská kariéra celkově | 30 | 2 | 9 | 11 | 44  |
| Seniorská kariéra celkově | Seniorská kariéra celkově | Seniorská kariéra celkově | 53 | 6 | 6 | 12 | 116 |